# Virginia Holocaust Museum

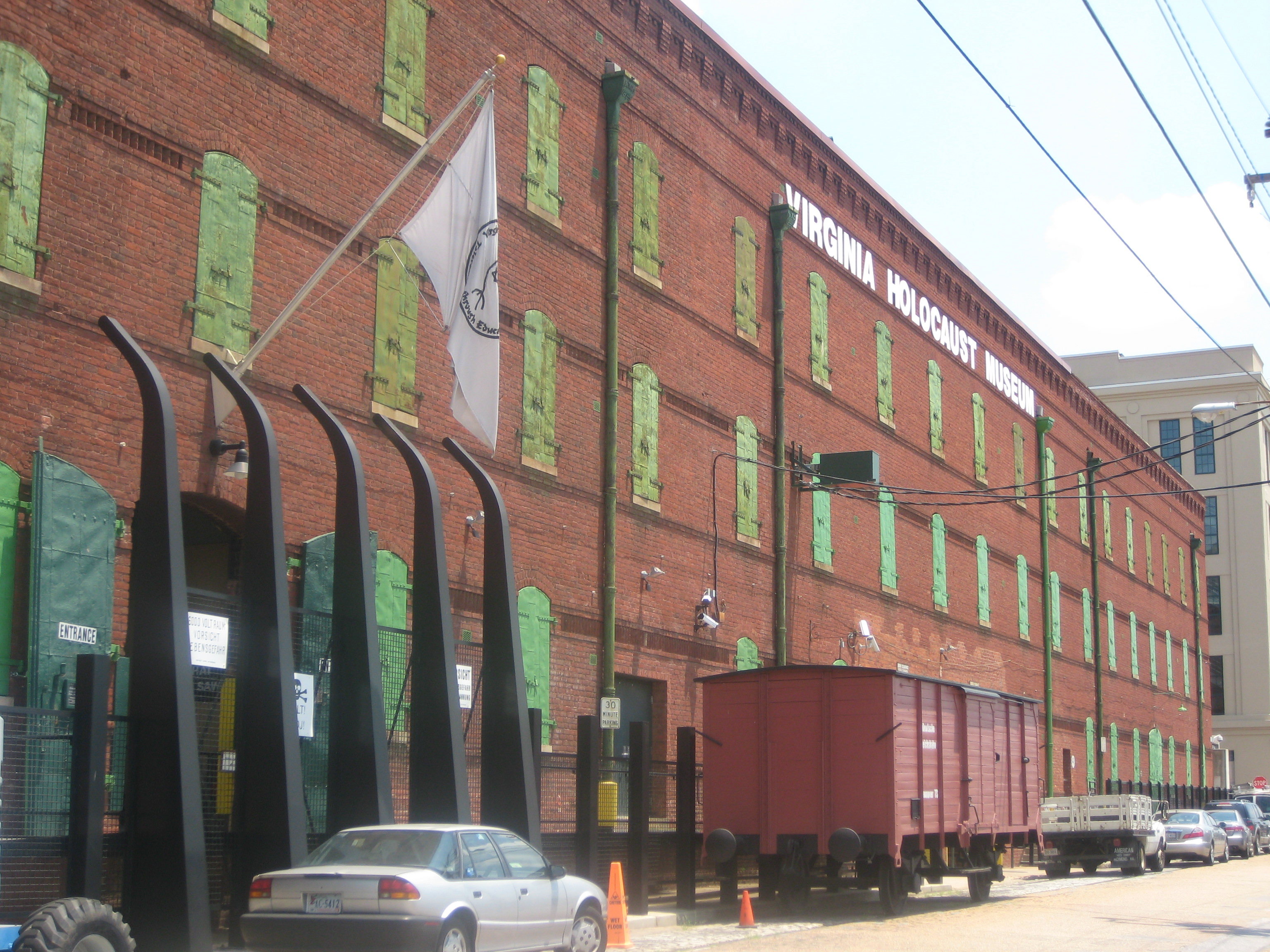
Virginia Holocaust Museum in Richmond

Das Virginia Holocaust Museum ist ein 1997 durch Jay M. Ipson gegründetes Museum zur Erinnerung an den Holocaust und befindet sich in Richmond (Virginia).
Mit der Museumsführung, Lektüre, Filmen und Veranstaltungen will das Museum die Öffentlichkeit zu mehr Toleranz erziehen. Das offizielle Motto des Museums lautet „Tolerance Through Education“ (Toleranz durch Bildung). Zurzeit befinden sich 28 Ausstellungen im Museum. Mehrere hundert Schulklassen besuchen das Museum jedes Jahr.

## Geschichte
In den 1980er Jahren begann Ipson in Schulen über seine Erlebnisse während des Holocaust zu sprechen. Regelmäßig verließ er bereits um 6 Uhr morgens das Haus, um pünktlich zu Schulbeginn einen Vortrag zu halten und fuhr anschließend zur Arbeit, bis ihm Freunde den Vorschlag machten, dass es einfacher wäre, die Schulklassen anreisen zu lassen.
1997 organisierte Ipson mit Mark E. Fetter und Al Rosenbaum eine entsprechende Ausstellung neben der lokalen Synagoge Temple Beth El. Damit war das Virginia Holocaust Museum geboren. Da die Räumlichkeiten wegen des großen Interesses zu klein wurden, suchten sie nach einem größeren Gebäude. Mit Unterstützung des Kongressabgeordneten Eric Cantor wurde Ipson 2001 eine ehemalige Tabakfabrik als neuer Standort des Museums zur Verfügung gestellt. Nur mit großem finanziellen und zeitlichen Aufwand konnte das Museum 2003 neu eröffnet werden. Im ersten Jahr hatte das Museum bereits mehr als 10.000 Besucher aus allen Bundesstaaten der USA, aber auch aus Europa, Asien und Südafrika.

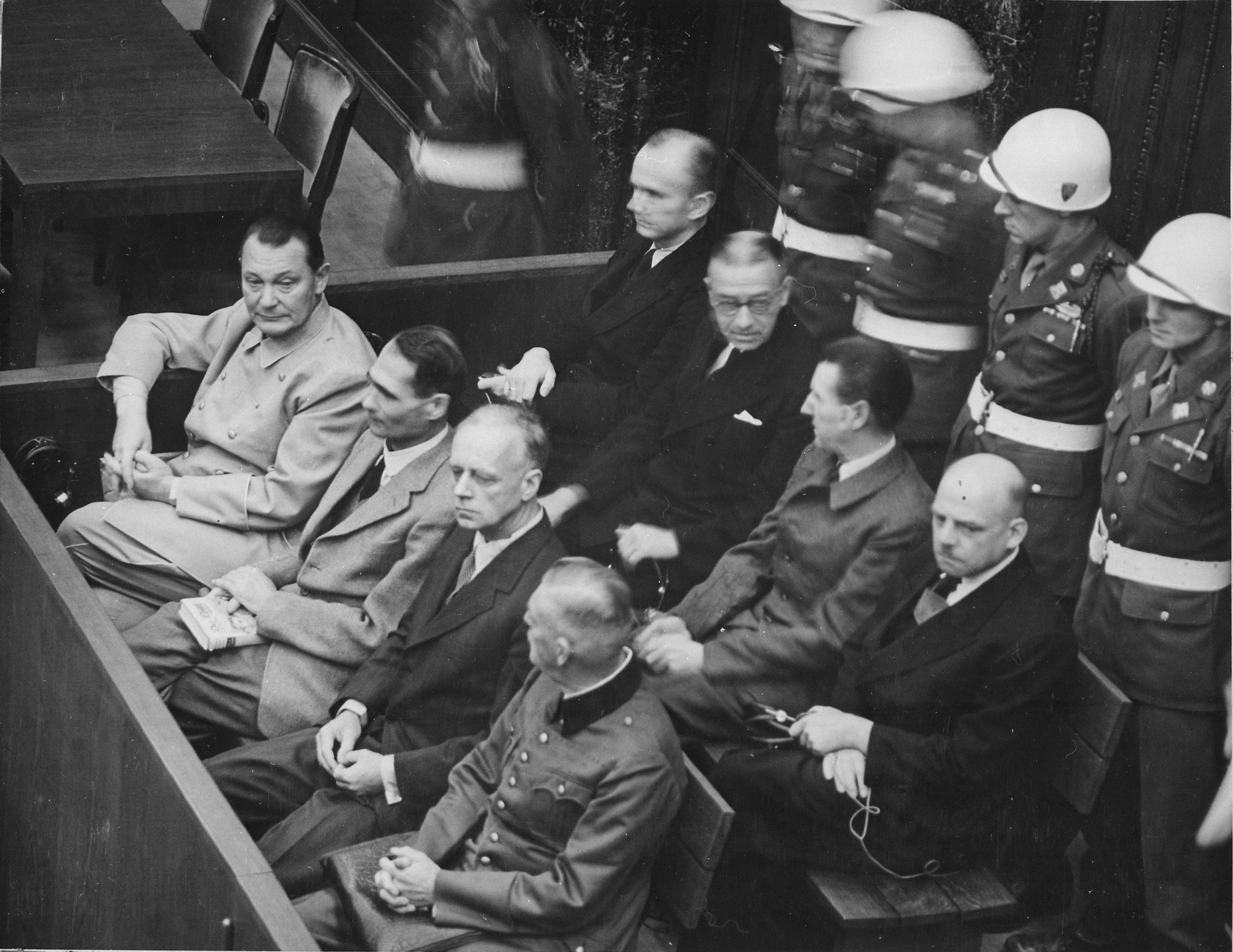
Originalgetreuer Gerichtssaal der Nürnberger Prozesse

Seit damals wurde das Virginia Holocaust Museum laufend erweitert und konnte seit seinem Bestehen mehr als 175.000 Besucher verzeichnen. 2007 feierte es sein 10-jähriges Bestehen. Aus diesem Grund fanden zahlreiche Veranstaltungen statt. Seit 2008 befindet sich im Museum der weltweit einzige, originalgetreu nachgebaute Gerichtssaal der Nürnberger Prozesse. Dieser Raum wurde mit der Bezeichnung „Palace of Justice“ eröffnet.
Im Virginia Holocaust Museum kann ein österreichischer Gedenkdienst abgeleistet werden.

## Ausstellungen
Wenn man das Museum betritt, wird man in die Zeit des Nationalsozialismus zurückversetzt. Man erlebt die Atmosphäre des Konzentrationslagers Dachau und findet sich später im Esszimmer einer jüdischen Familie wieder, in dem man Radionachrichten über die Novemberpogrome von 1938 hört.
Später gelangt man in ein Ghetto in Litauen, aus dem man „flüchtet“ und in den Unterschlupf der Familie Ipson kriechen kann. Das leitet zum Schicksal der Familie Ipson über, die aus dem Ghetto Kaunas in Litauen flüchten musste und in einem Erdloch in der Nähe eines Bauernhofs sechs Monate Unterschlupf fand. Jay M. Ipson, der als Sechsjähriger mit seiner Familie ins „Kovno Ghetto“ kam, ist nun der Direktor des Museums. Durch einen Güterwaggon kommt man zur „Endlösung“ und zur Gaskammer, durch die man in das Krematorium gelangt.
Anschließend kommt man in einen Raum, der die Befreiung durch die Alliierten zeigt und weiter in ein DP-Lager. Mit dem Immigrationsschiff „Exodus“ gelangt man nach Palästina.
Neben dem Survivor’s Room (Ausstellung zum Gedenken an Holocaust-Überlebende) ist auch der Güterwaggon vor dem Museum ein Ort zum stillen Gedenken. Dieser Waggon wurde dem Museum im Rahmen eines Projektes der deutschen Alexander-Lebenstein-Realschule aus Haltern am See von Alexander Lebensteins Freund Erwin Kirschenbaum zur Verfügung gestellt.

## Chor Synagoge
Die in das Museum integrierte Synagoge wurde nach dem Vorbild der berühmten Chor Synagoge (Litauen) gebaut. Nach mehrjährigen Bemühungen konnte Jay M. Ipson 2009 erreichen, dass das Virginia Holocaust Museum eine Tora, die während des Holocausts in Litauen in einem Versteck erhalten geblieben war und nach ihrer Entdeckung nach Israel gebracht wurde, erhielt. Seit ihrer aufwändigen Restaurierung befindet sie sich in der Synagoge des Museums.

## Zivilersatzdienst am VHM
Der Verein Österreichischer Auslandsdienst ist eine vom Bundesministerium für Inneres gemäß § 12b ZDG anerkannte Trägerorganisation, die zivildienstpflichtigen Österreichern die Möglichkeit bietet, einen 12-monatigen Zivilersatzdienst im Ausland zu leisten. Dieser kann in Form eines Gedenkdienstes (Austrian Holocaust Memorial Service) in Zusammenarbeit mit dem VHM geleistet werden.